# Feldhockey-Europameisterschaft der Herren 2015
Die Feldhockey-Europameisterschaft der Herren 2015 war die 15. Auflage der Feldhockey-Europameisterschaft der Herren. Sie fand vom 21. bis 29. August in London gemeinsam mit der Europameisterschaft der Damen statt. Austragungsort war der Queen Elizabeth Olympic Park. Europameister wurden die Niederlande, die den Titelverteidiger Deutschland im Finale mit 6:1 bezwangen; den dritten Platz belegte Irland vor dem Gastgeber England.

## Teilnehmer
- Belgien
- Deutschland (Titelverteidiger)
- England (Gastgeber)
- Irland
- Niederlande
- Spanien
- Frankreich (Aufsteiger)
- Russland  (Aufsteiger)

## Spielplan

### Vorrunde
Zeitangaben in  Mitteleuropäische Sommerzeit (MESZ)

#### Gruppe A
| Datum                 | Team 1      | Team 2      | Ergebnis   |
| --------------------- | ----------- | ----------- | ---------- |
| 21. August 2015 16:15 | Niederlande | Spanien     | 2:0 (2:0)  |
| 21. August 2015 18:30 | England     | Russland    | 10:1 (6:1) |
| 23. August 2015 7:30  | Spanien     | Russland    | 9:0 (6:0)  |
| 23. August 2015 17:15 | Niederlande | England     | 2:0 (1:0)  |
| 25. August 2015 16:15 | Russland    | Niederlande | 0:8 (0:4)  |
| 25. August 2015 18:30 | England     | Spanien     | 4:0 (2:0)  |

Tabelle
| Rang | Land        | Spiele | Tore | Differenz | Punkte |
| ---- | ----------- | ------ | ---- | --------- | ------ |
| 1    | Niederlande | 3      | 12:0 | +12       | 9      |
| 2    | England     | 3      | 14:3 | +11       | 6      |
| 3    | Spanien     | 3      | 9:6  | +3        | 3      |
| 4    | Russland    | 3      | 1:27 | −26       | 0      |

#### Gruppe B
| Datum                 | Team 1      | Team 2      | Ergebnis  |
| --------------------- | ----------- | ----------- | --------- |
| 22. August 2015 7:30  | Irland      | Frankreich  | 4:3 (1:1) |
| 22. August 2015 15:00 | Deutschland | Belgien     | 4:0 (0:0) |
| 23. August 2015 15:00 | Frankreich  | Belgien     | 3:4 (2:2) |
| 23. August 2015 19:30 | Irland      | Deutschland | 0:2 (0:0) |
| 25. August 2015 10:00 | Deutschland | Frankreich  | 7:2 (3:0) |
| 25. August 2015 12:15 | Belgien     | Irland      | 2:2 (0:1) |

Tabelle
| Rang | Land        | Spiele | Tore | Differenz | Punkte |
| ---- | ----------- | ------ | ---- | --------- | ------ |
| 1    | Deutschland | 3      | 13:2 | +11       | 9      |
| 2    | Irland      | 3      | 6:7  | −1        | 4      |
| 3    | Belgien     | 3      | 6:9  | −3        | 4      |
| 4    | Frankreich  | 3      | 8:15 | −7        | 0      |

### Platzierungsspiele

#### Abstiegsspiele
Die Dritten und Vierten beider Gruppen bildeten eine Abstiegsgruppe. Die Spiele des Dritten gegen den Vierten wurden aus der Vorrundengruppe übernommen. Die beiden Letzten stiegen in die Nations-Trophy ab.
| Datum                 | Team 1     | Team 2     | Ergebnis   |
| --------------------- | ---------- | ---------- | ---------- |
| 23. August 2015 7:30  | Spanien    | Russland   | 9:0 (6:0)  |
| 23. August 2015 15:00 | Frankreich | Belgien    | 3:4 (2:2)  |
| 27. August 2015 10:00 | Russland   | Frankreich | 2:4 (1:2)  |
| 27. August 2015 16:15 | Spanien    | Belgien    | 0:3 (0:0)  |
| 29. August 2015 08:30 | Belgien    | Russland   | 11:4 (6:3) |
| 29. August 2015 10:45 | Spanien    | Frankreich | 4:3 (2:0)  |

Tabelle
| Rang | Land       | Spiele | Tore  | Differenz | Punkte |
| ---- | ---------- | ------ | ----- | --------- | ------ |
| 5    | Belgien    | 3      | 18:7  | +11       | 9      |
| 6    | Spanien    | 3      | 13:6  | +7        | 6      |
| 7    | Frankreich | 3      | 10:10 | ±0        | 3      |
| 8    | Russland   | 3      | 6:24  | −18       | 0      |

### Finalspiele
Die ersten drei Mannschaften und der Gastgeber hatten sich für die Olympischen Spiele 2012 in London qualifiziert. Da England, welches als Vertretung Großbritanniens antrat, als Gastgeber qualifiziert war, hatten alle Mannschaften der Finalrunde die Olympiaqualifikation geschafft.

#### Halbfinale
| Datum                 | Team 1      | Team 2  | Ergebnis         |
| --------------------- | ----------- | ------- | ---------------- |
| 27. August 2015 12:15 | Niederlande | Irland  | 1 : 0 (1:0)      |
| 27. August 2015 18:30 | Deutschland | England | 3 : 2 (2:2, 1:1) |

##### Spiel um Platz 3
| Datum                 | Team 1 | Team 2  | Ergebnis    |
| --------------------- | ------ | ------- | ----------- |
| 29. August 2015 13:00 | Irland | England | 4 : 2 (2:2) |

#### Finale
| Datum                 | Team 1      | Team 2      | Ergebnis    |
| --------------------- | ----------- | ----------- | ----------- |
| 29. August 2015 15:30 | Deutschland | Niederlande | 1 : 6 (0:5) |

|  | Halbfinale          | Halbfinale         |                    |   | Finale             | Finale             |
|  |                     |                    |                    |   |                    |                    |
|  | Niederlande         | 1                  |                    |   |                    |                    |
|  | Irland              | 0                  |                    |   |                    |                    |
|  | 27. August – 12:15  |                    |                    |   |                    |                    |
|  |                     |                    | 29. August – 15:30 |   |                    |                    |
|  | Niederlande         | 6                  |                    |   |                    |                    |
|  |                     | Deutschland        | 1                  |   |                    |                    |
|  |                     |                    |                    |   |                    |                    |
|  | Spiel um Platz drei |                    |                    |   |                    |                    |
|  | 27. August – 18:30  | 27. August – 18:30 | Irland             | 4 |                    |                    |
|  | Deutschland         | 12 (3) 1           | England            | 2 |                    |                    |
|  | England             | 2 (2)              |                    |   | 29. August – 13:00 | 29. August – 13:00 |

## Abschlussplatzierungen
| Pl. | Mannschaft  |
| --- | ----------- |
|     | Niederlande |
|     | Deutschland |
|     | Irland      |
| 4   | England     |
| 5   | Belgien     |
| 6   | Spanien     |
| 7   | Frankreich  |
| 8   | Russland    |